# Roger Williamson
Pour les articles homonymes, voir Williamson.
Roger Williamson, né le 2 février 1948 à Ashby-de-la-Zouch, Angleterre et mort le 29 juillet 1973 à Zandvoort, Pays-Bas, est un pilote automobile britannique. Il trouva la mort dans un accident survenu à l'occasion du GP des Pays-Bas.

## Biographie

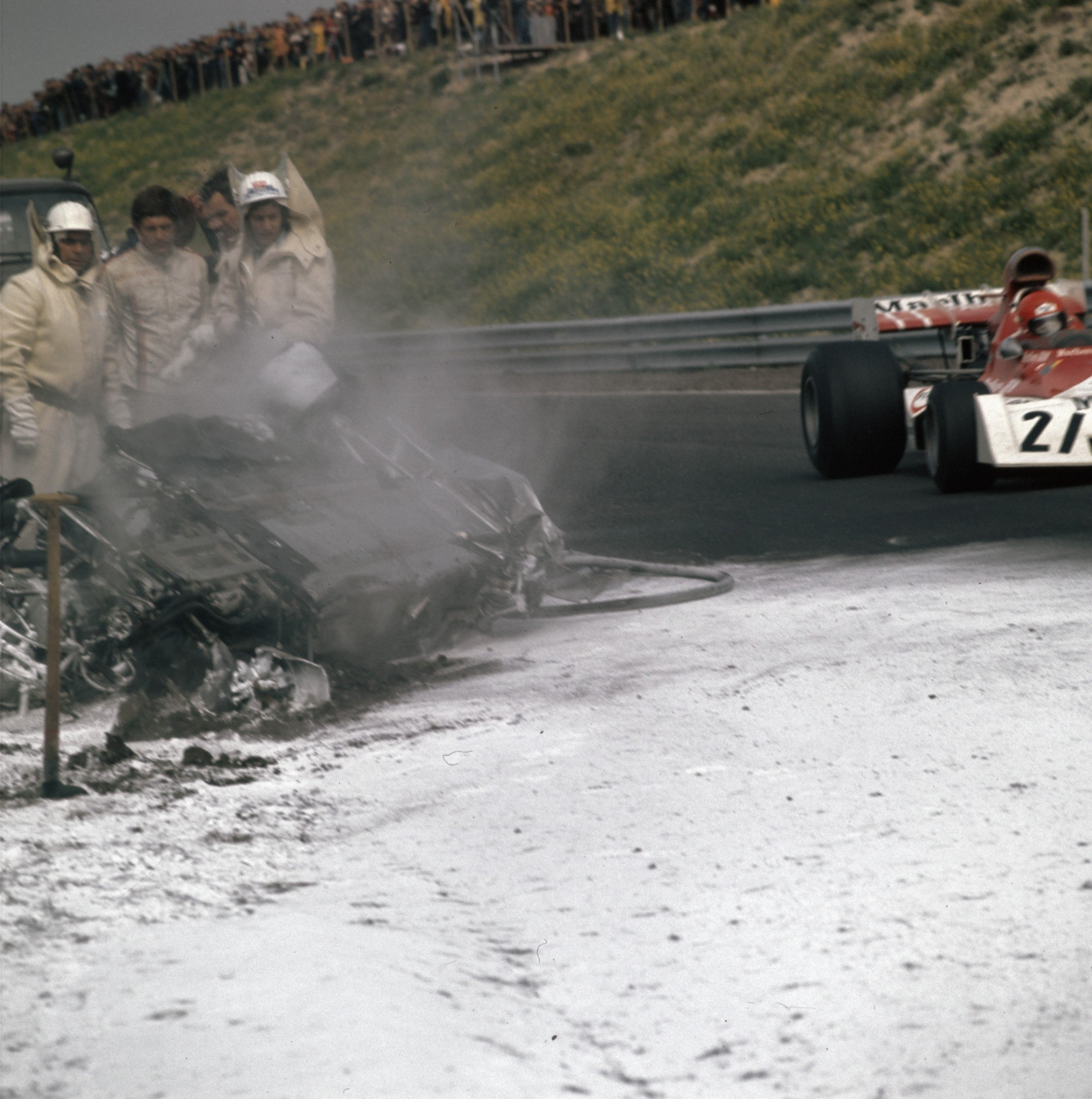
L'accident fatal de Williamson

Révélé par ses titres de champion de Grande-Bretagne de Formule 3 (en 1971 et 1972), Williamson accède à la Formule 1 l'année suivante, à l'occasion du GP de Grande-Bretagne, sur une March. Qualifié en fond de grille, il abandonne dès le premier tour, impliqué dans le carambolage général provoqué par Jody Scheckter. 
La malchance le poursuit lors de son deuxième Grand Prix, à Zandvoort, où une crevaison l'expédie dans le rail à haute vitesse dès le huitième tour. Mais les conséquences en sont cette fois dramatiques puisque sa voiture se retourne, glisse sur près de 300 mètres et s'embrase. Bien que toujours conscient, il ne parvient pas à sortir de sa monoplace par ses propres moyens. David Purley, qui suivait Williamson au moment de l'accident, s'arrête immédiatement sur le côté opposé de la piste pour lui porter secours mais ses efforts désespérés pour l'aider à sortir de la voiture, pour éteindre l'incendie ainsi que pour demander de l'aide aux autres pilotes toujours en piste, restent vains (Les pilotes croyaient que la voiture embrasée était celle de Purley). Lorsque les commissaires peu entraînés et mal équipés, jusque-là très passifs (Purley, mieux protégé du rayonnement et de la chaleur dégagée par l'incendie grâce a son équipement, a même dû arracher un extincteur des mains de l'un d'entre eux pour essayer d'éteindre l'incendie) parviennent enfin à éteindre l'incendie et à retourner la March, il est déjà trop tard ; Williamson, trop longtemps privé d'oxygène, est mort d'asphyxie.
À une période où les accidents mortels en sport automobile étaient réguliers et acceptés avec un certain fatalisme, celui de Williamson eut un impact particulier, car retransmis en direct à la télévision, nouvel acteur du monde des Grand Prix. Les images difficilement soutenables de l'héroisme vain de Purley, de l'indifférence des autres pilotes, ainsi que de l'amateurisme des commissaires pendant que Williamson suffoquait dans sa voiture, choquèrent profondément le grand public et contribuèrent à une amélioration de la sécurité sur les circuits.

## Résultats en championnat du monde de Formule 1
| Saison | Écurie                | Châssis | Moteur      | Pneus    | GP disputés | Points inscrits | Classement |
| ------ | --------------------- | ------- | ----------- | -------- | ----------- | --------------- | ---------- |
| 1973   | STP March Racing Team | 731     | Cosworth V8 | Goodyear | 2           | 0               | n.c.       |